# Hamlet
Hamlet, princ dánský (anglicky The Tragedy of Hamlet, Prince of Denmark) je tragédie anglického dramatika Williama Shakespeara, která byla napsaná někdy mezi roky 1601 a 1602 (přesné datum není známo).

## Předloha
Tragédie vychází ze starodávného skandinávského příběhu Ur-Hamleta, přesněji „Amletha“, prince jutského, příběh zapsal dánský kronikář Saxo Grammaticus (1150–1220) v Gesta Danorum. Též se Shakespeare patrně inspiroval dramatem od Thomase Kyda Španělská tragédie, které je považováno za předchůdce Hamleta.

## Jazyk a styl díla
Pro toto drama jsou typické dlouhé filozofické monology, ve kterých se Hamlet zabývá otázkou lidské existence. Shakespeare v díle využívá vtipné a sarkastické poznámky, ale i vážné výstupy tragických postav. Objevují se i cynické poznámky, třeba u hrobníků na adresu zemřelé Ofélie. Sám Hamlet se vyskytuje ve dvou jazykových rovinách, v jedné je vážný, rozumný, v druhé rovině se snaží naopak vyjadřovat „šílenství“. Když Hamlet předstírá šílenství, tak hovoří ve dvojsmyslných slovních hříčkách, které jsou pro ostatní postavy většinou neprůhledné.

## Postavy
- Hamlet: dánský princ, poté, co se mu zjevil duch jeho otce mluvící o svém zavraždění, předstírá šílenství a snaží se ujistit o oprávněnosti duchova obvinění. V podstatě jsou ve hře dva Hamleti: „šílený“ Hamlet si libuje ve slovních hříčkách a „racionální“ Hamlet touží po pomstě
- Claudius: dánský král, Hamletův strýc, královrah, zavraždil svého bratra tak, že mu do ucha nalil jed. Je si vědom svých hříchů, prosí Boha o odpuštění, ale ve svém nitru výčitky necítí
- Gertruda: dánská královna, Hamletova matka; Claudius ji poté, co zavraždil Hamletova otce, pojal za manželku a stal se králem
- Polonius: nejvyšší komoří, otec Ofélie a Laerta
- Ofélie: Poloniova dcera, milovala Hamleta. Poté, co byl její otec zabit a byla odmítnuta Hamletem, zešílela. Ale na rozdíl od Hamleta skutečně. Posléze nešťastnou náhodou utone.
- Laertes: Oféliin bratr, jeho přístup k životním ztrátám zrcadlí Hamleta
- Horacio: Hamletův přítel
- Rosencrantz a Guildenstern: bývalí Hamletovi spolužáci, dvořané
- Voltimand, Kornelius, Osrik a Pán: dvořané
- Kněz
- Marcellus a Bernardo: důstojníci
- Francisko: vojín
- Reynaldo: sluha u Polonia
- Kapitán, vyslanci
- Duch Hamletova otce
- Fortinbras: norský princ
- Dva hrobníci

## Děj

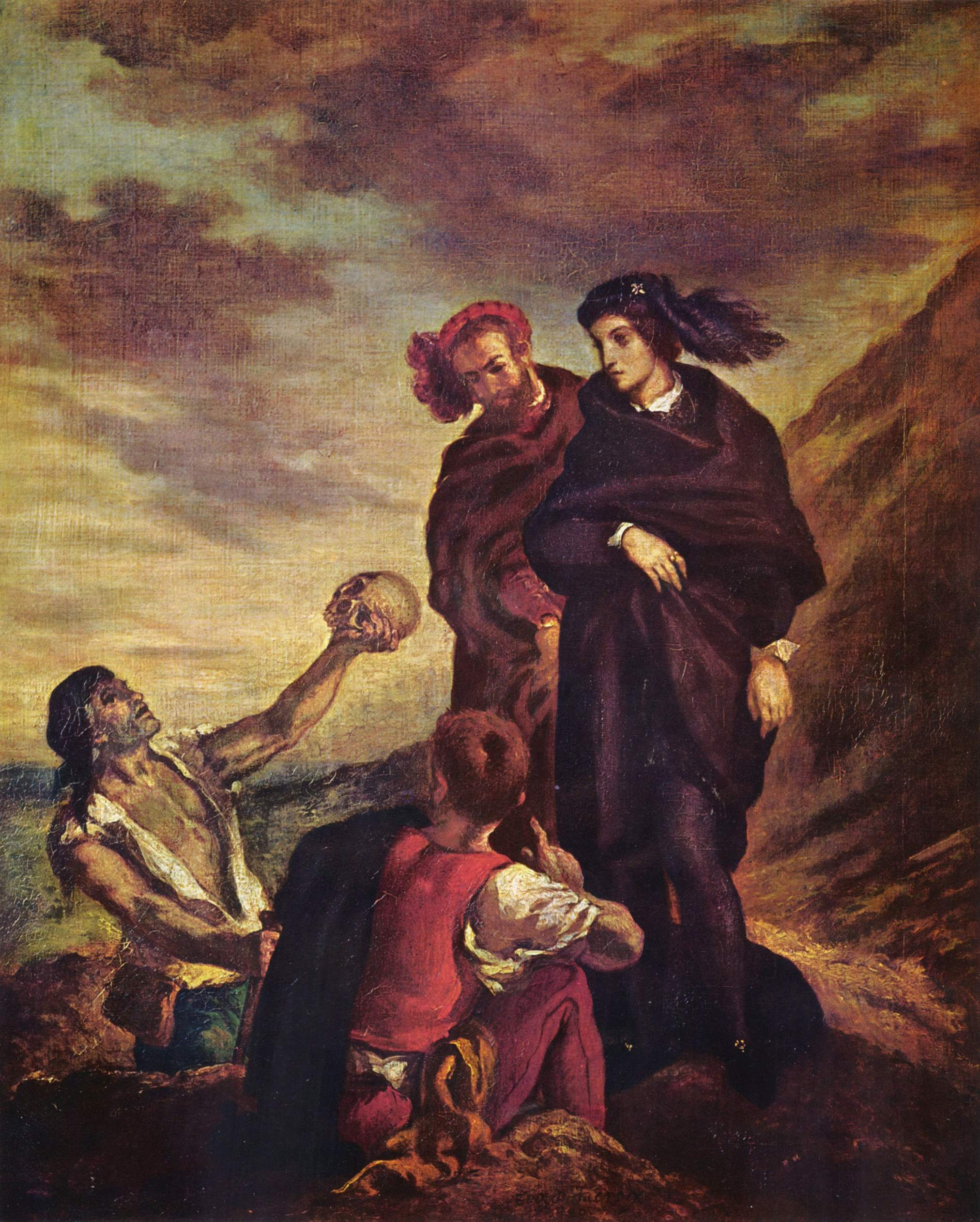
Delacroix: Hamlet a Horacio

Děj se odehrává převážně na královském hradě Elsinor v Dánsku kolem 14.–15. století. Hamletovi, korunnímu dánskému princi, se zjeví duch jeho zesnulého otce. Dozvídá se od něj, že ho zavraždil Hamletův strýc Claudius, když Hamletův otec (dánský král) spal, a to tak, že mu nalil jed do ucha. Po králově smrti si Claudius vzal Hamletovu matku Gertrudu a stal se králem.

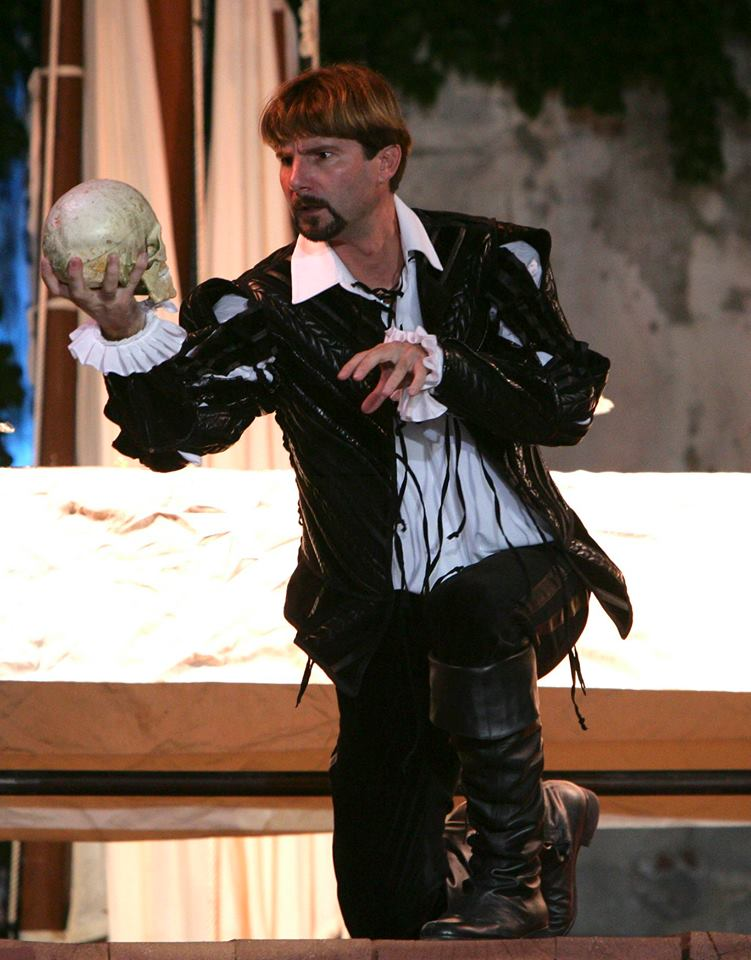
Josip Zovko "Hamlet" William Shakespeare, HNK Split, foto: Matko Biljak

Hamlet prahne po pomstě, zcela mu zaměstnala mysl. Předstírá, že je šílený a že má vidiny. Není si zcela jist Claudiovou vinou, předstírání šílenství mu pomůže snáze odhalit smýšlení lidí v jeho okolí. Na hrad přijíždějí potulní herci, Hamlet do jejich hry vloží pasáž rekonstruující otcovu vraždu. Pak v jejím průběhu sleduje Claudia, který útěkem potvrdí svou vinu.
Hamlet znovu váhá se svou pomstou, když spatřil, že se strýc modlí a lituje svých činů. Hamlet chce matce povědět, že se mu zjevuje otcův duch a že ví, co udělal Claudius otci. Slyší, že někdo poslouchá za závěsem, a v domnění, že tam stojí Claudius, do závěsu bodne dýkou a dotyčného zabije. Vzápětí zjistí, že to byl Polonius, otec jeho milované Ofélie.
Claudius zjišťuje, že je pro něj Hamlet nebezpečný, a posílá jej do Anglie spolu s Rosencrantzem a Guildensternem, bývalými Hamletovými spolužáky, s tajným dopisem, aby zde byl Hamlet popraven. Hamlet jeho úklady včas odhalí, dopis vymění za dopis, ve kterém se píše, aby byli popraveni ti, kteří dopis přinesou, tedy Rosencrantz a Guildenstern. Angličané je skutečně popraví.
Hamlet se vrací do Dánska, kde se stane svědkem Oféliina pohřbu. Zešílela, protože nemohla přenést přes srdce otcovu smrt a nešťastnou lásku k Hamletovi, a posléze utonula za nejasných okolností (není jisté, zda šlo o sebevraždu, nebo o nehodu). Oféliin bratr Laertes se chce za vraždu svého otce Polonia pomstít. Claudius se spolčí s Laertem a poradí mu, aby Hamleta vyzval na souboj. Pro jistotu dá Laertovi ostrý meč, namočený do jedu, zatímco Hamlet záměrně dostává meč tupý.
Na závěr dojde k souboji, ve kterém Hamlet uzmutým otráveným mečem zabije Laerta, ale sám je zraněn. Hamletova matka, jako svědkyně souboje, vypije číši otráveného vína, kterou nastražil před soubojem Claudius pro Hamleta. Hamlet umírá na otravu jedem, stihne však ještě zabít podlého Claudia zbytkem vína, které zabilo královnu Gertrudu. Na poslední chvíli zastavuje Horacia před úkonem sebevraždy, aby všem vyložil pravdivý příběh. Toto je pro Shakespearovy tragédie typické zakončení – během děje postupně umírají důležité postavy včetně hlavní, která zemře na konci.

## Být, či nebýt

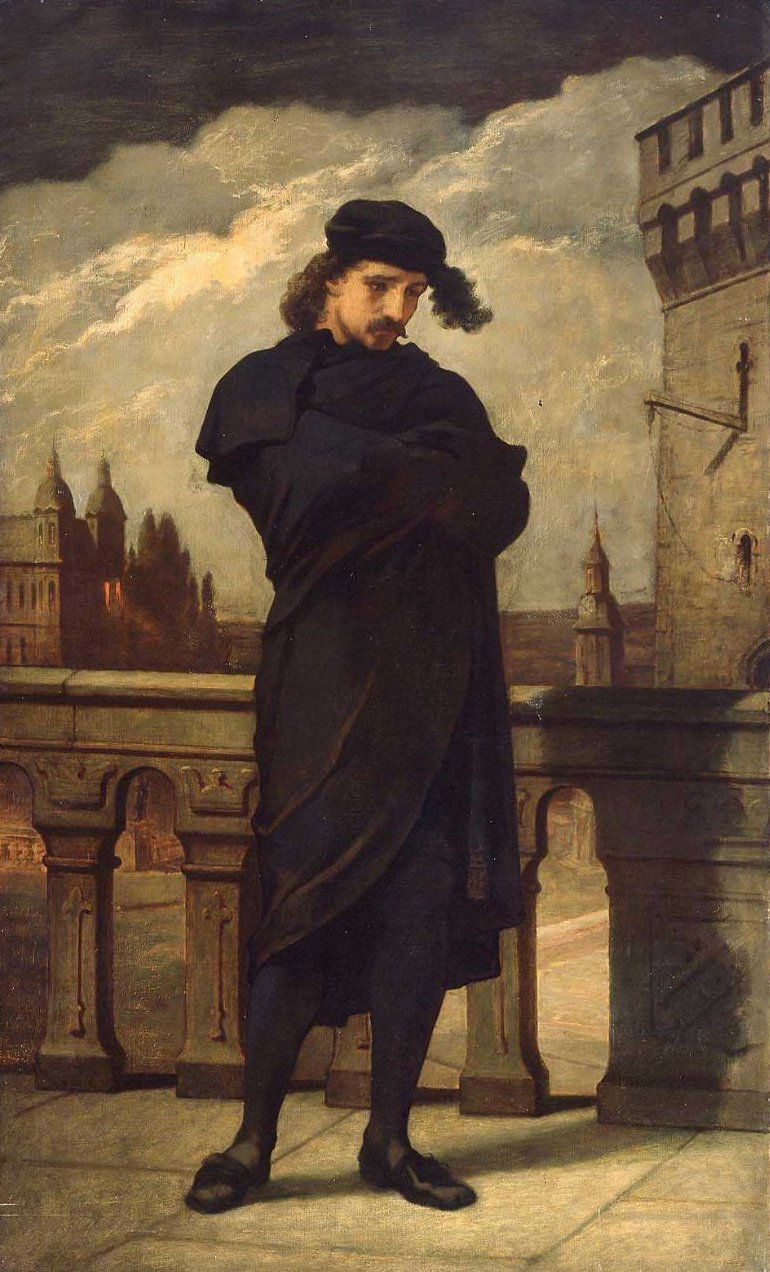
William Morris Hunt: Hamlet.

Být, či nebýt/Být, nebo nebýt je slavný monolog prince Hamleta. Hamlet mluví o smrti a sebevraždě, o bolestech a nespravedlnostech v životě, ale přiznává, že alternativa života by mohla být horší. Monolog slouží k vysvětlení Hamletovy váhavosti nad okamžitou pomstou za smrt otce. Král Claudius a Polonius Hamleta špehovali a slyšeli jeho slova, Claudius je znepokojený a Polonius se dozvídá, že Hamleta ve skutečnosti netrápí "neopětovaná" láska jeho dcery Ofélie. Hamlet po svém monologu osloví přímo Ofélii, následuje dialog plný vzájemných nedorozumění.
HAMLET: Být, nebo nebýt – to je otázka: je důstojnější zapřít se a snášet surovost osudu a jeho rány, anebo se vzepřít moři trápení a skoncovat to navždy? Zemřít, spát – a je to. Spát – a navždy ukončit úzkost a věčné útrapy a strázně, co údělem jsou těla – co si můžeme přát víc, po čem toužit? – Zemřít, spát – spát, možná snít – a právě v tom je zrada. Až ztichne vřava pozemského bytí, ve spánku smrti můžeme mít sny – to proto váháme a snášíme tu dlouhou bídu, jíž se říká život. Neboť kdo vydržel by kopance a výsměch doby, aroganci mocných, průtahy soudů, znesvěcenou lásku, nadutost úřadů a ústrky, co slušnost věčně sklízí od lumpů, když pouhá dýka srovnala by účty, a byl by klid? Kdo chtěl by nést to břímě, úpět a plahočit se životem, nemít strach z toho, co je za smrtí, z neznámé krajiny, z níž poutníci se nevracejí. To nám láme vůli – snášíme radši hrůzy, které známe, než abychom šli vstříc těm neznámým. Tak svědomí z nás dělá zbabělce a zdravá barva rozhodného činu se roznemůže zbledlou meditací, záměry velké významem a vahou se odvracejí z vytčeného směru a neuzrají v čin.
(William Shakespeare: „Hamlet“ Praha Knižní klub 2002, III. 1. Str. 66, překlad Martin Hilský)

## Překlady Hamleta do češtiny
Překladatelé jsou uvedeni v pořadí podle vzniku překladu:
- Václav Thám (1765 – asi 1816), překlad 1795
- Josef Jiří Kolár (1812–1896), překlad 1853, tiskem 1854
- Josef Václav Sládek (1845–1912), překlad 1899, tiskem J. Otto 1899
- Bohumil Štěpánek (1902–1985), překlad 1925, tiskem F. Borový 1926
- Erik Adolf Saudek (1904–1963) překlad 1941 a 1949, knižně 1941 pod jménem Aloyse Skoumala, dále vícekrát (1958)
- Jaroslav Kraus (1894–1969), překlad 1958
- Zdeněk Urbánek (1917–2008), knižně Orbis, 1966
- Václav Renč (1917–1973), překlad pro Horácké divadlo Jihlava 1967
- Alois Bejblík (1926–1990), překlad 1969
- Jaroslav Bílý (1917–1989), překlad pro Divadlo na Vinohradech, 1971
- Milan Lukeš (1933–2007), překlad 1973 a 1980, tiskem Odeon 1980
- Josef Král (1931–1994), překlad 1971 pro Divadlo F. X. Šaldy v Liberci
- Břetislav Hodek (1924–2007), premiéra v Národním divadle 1982
- Jiří Josek (1950–2018), překlad 1999 pro Divadlo Petra Bezruče v Ostravě (překlad Jiřího Joska byl oceněn jako nejlepší překlad roku 1999 Cenou Josefa Jungmanna).
- Olga Walló (* 1948), překlad 1991 pro dabing televizní inscenace BBC
- Martin Hilský (* 1943), překlad 1999, knižně 2002[3]
- František Nevrla (1898–1982), překlad 1965, knižně Větrné mlýny 2005
- Jan Marbela (* 1941), tiskem Onyx, 2006
- Filip Krajník (* 1982), překlad 2022, knižně Větrné mlýny 2022

Další autoři (např. Josef Kajetán Tyl nebo Josef Jungmann) přeložili úryvky z divadelní hry.

## Představitelé Hamleta na českých jevištích
Níže je uveden pouze výběr nejznámějších inscenací a představitelů:
- Eduard Kohout (Národní divadlo, 1926, režie Karel Hugo Hilar)[4]
- Zdeněk Štěpánek (Divadlo na Vinohradech, 1927, režie Jaroslav Kvapil)[5]
- Radovan Lukavský (Národní divadlo, 1959, režie Jaromír Pleskot)[6]
- František Němec (Národní divadlo, 1982, režie Miroslav Macháček)[7]

- Vojtěch Říha (Klicperovo divadlo, 2023, režie Pavel Khek)

## Filmové adaptace
- 1921: Hamlet – německý němý film, režie Svend Gade a Heinz Schell

- 1948: Hamlet, anglický film oceněný čtyřmi Oscary. Režie: Laurence Olivier, hrají: Laurence Olivier (Hamlet), Esmond Knight, Anthony Quayle, Niall MacGinnis, Christopher Lee.
- 1964: Hamlet (rusky Gamlet), ruský film oceněn Zlatým lvem. Režie: Grigorij Kozincev, hrají: Innokentij Smoktunovskij (Hamlet), Michail Nazvanov.
- 1980: Hamlet (anglicky Hamlet, Prince of Denmark), anglický TV film. Režie: Rodney Bennett, hrají: Derek Jacobi (Hamlet), Claire Bloom (Gertruda), Patrick Stewart (Claudius).
- 1990: Hamlet. Režie: Franco Zeffirelli, hrají: Mel Gibson (Hamlet), Glenn Close (Gertruda), Ian Holm (Polonius), Helena Bonham Carter (Ofélie).
- 1996: Hamlet, anglický film. Režie: Kenneth Branagh, hrají: Kenneth Branagh (Hamlet), Richard Attenborough, Kate Winslet (Ofélie), Gérard Depardieu, Timothy Spall, Robin Williams.
- 2000: 
  - Hamlet, americký film, který je zasazen do moderní doby a předlohou se jen mírně inspiroval. Režie: Michael Almereyda, hrají: Ethan Hawke, Sam Shepard, Bill Murray.
  - Hamlet, americký TV film. Režie: Campbell Scott, hrají: Campbell Scott, Blair Brown.
- 2008: Hamlet na kvadrát, (anglicky Hamlet 2) americký film, perzifláž, která se mírně inspiruje původním dílem, spíše jde o částečnou aluzi a parodii. Režie: Andrew Fleming, hrají: Catherine Keener, Steve Coogan.
- 2009: Hamlet, anglický TV film. Režie: Gregory Doran, hrají: David Tennant (Hamlet), Patrick Stewart (Claudius).